# Чистовка (Самарская область)
Чистовка — село в Челно-Вершинском районе Самарской области в составе сельского поселения Озерки.

## География
Находится на расстоянии примерно 23 километров по прямой на юг-юго-запад от районного центра села Челно-Вершины. 

## История
Упоминается с 1773 года. Имение (360 душ) Андрея Яковлевича Чирикова, дед Чирикова, Евгения Николаевича.
В 1859 году в селе числилось 53 двора с населением 484 человека, а в 1900 г. – 98 дворов с населением 1113 человек, в 1910 г. - дворов 105, 686 человек, в 1928 г. - 132 двора, 948 человек.

## Население
Постоянное население составляло 337 человек (русские 89%) в 2002 году, 317 в 2010 году.